# Čierna Lehota (Rožňava)
Čierna Lehota (ungarisch Szabados – bis 1907 Feketelehota) ist eine Gemeinde im Osten der Slowakei mit 567 Einwohnern (Stand 31. Dezember 2024), die zum Okres Rožňava, einem Teil des Košický kraj, gehört.

## Geographie

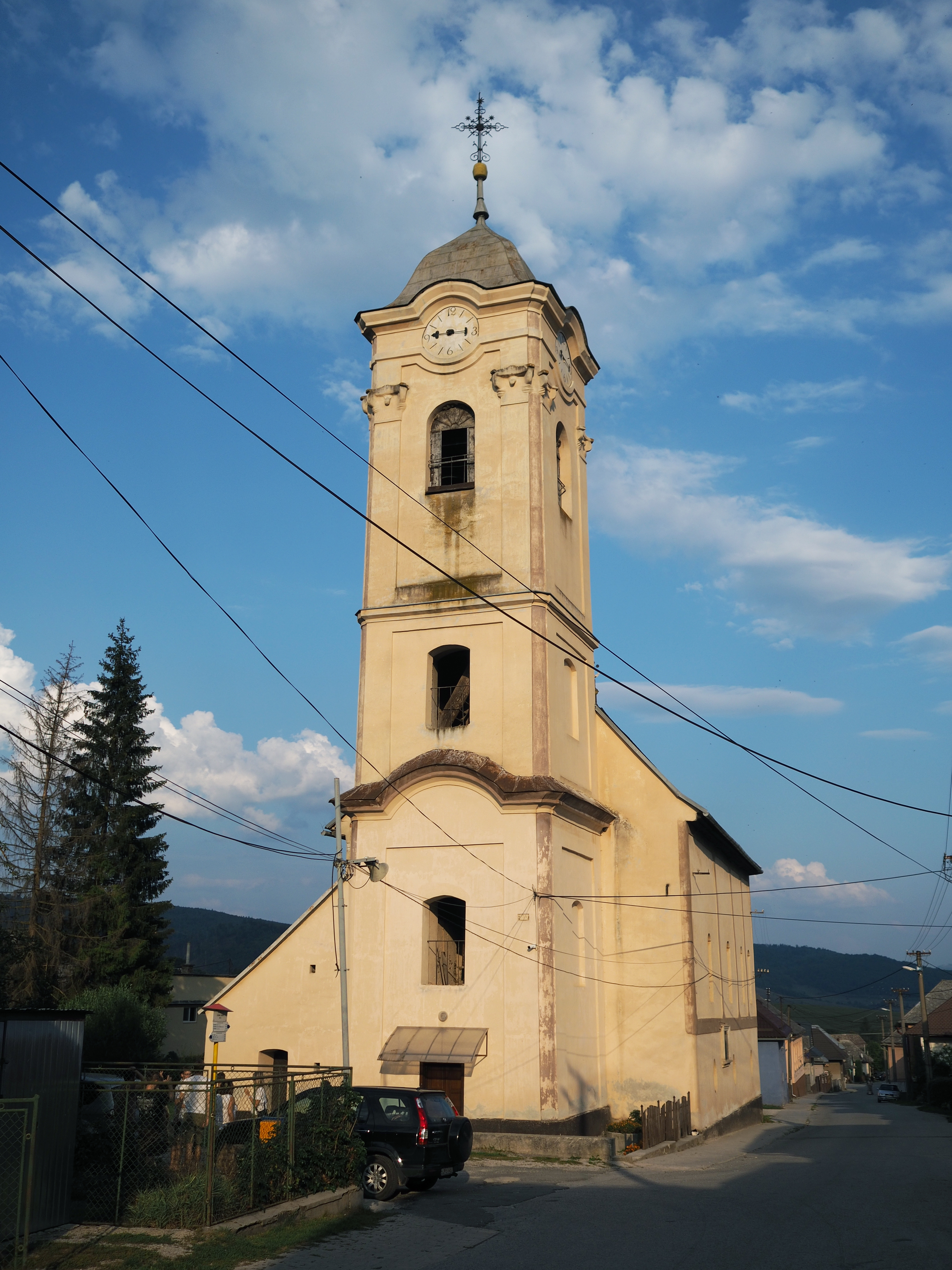
Evangelische Kirche

Die Gemeinde befindet sich im südöstlichen Teil des Slowakischen Erzgebirges, genauer im Gebirge Stolické vrchy, am oberen Ende des Tals Štítnická dolina, unterhalb der Berge Stolica (1476 m n.m.) und Kohút (1409 m n.m.). Durch Čierna Lehota fließt der Štítnik, der hier den linksseitigen Lehotský potok sowie mehrere rechtsseitige Zuflüsse aufnimmt. Das Ortszentrum liegt auf einer Höhe von 525 m n.m. 25 Kilometer von Rožňava entfernt.
Nachbargemeinden sind Rejdová im Norden, Slavošovce im Osten und Süden, Magnezitovce und Chyžné im Südwesten und Muránska Zdychava im Westen.

## Geschichte
Der Ort wurde zum ersten Mal 1551 als Lehota schriftlich erwähnt, entstand aber schon im 15. Jahrhundert nach walachischem Recht. Weitere überlieferte Namen sind unter anderen Ober Lehota (1569), Feketelehota (1601) und Cžerna Lehota (1773). Das Dorf war zum Anfang Besitz des Geschlechts Bebek aus Štítnik, später des Adelsgeschlechts Andrássy und wurde von Erbrichtern verwaltet. 1709–10 kamen bei einer Pestepidemie 450 Menschen ums Leben. 1828 zählte man 108 Häuser und 931 Einwohner, die als Hirten, Holzfäller, Schindler und Weber beschäftigt waren, ab dem 19. Jahrhundert arbeiteten sie zudem in der nahen Papierfabrik in Slavošovce.
Bis 1918/1919 gehörte der im Komitat Gemer und Kleinhont liegende Ort zum Königreich Ungarn und kam danach zur Tschechoslowakei beziehungsweise heute Slowakei.

## Bevölkerung
| Jahr                | 1994 | 2004    | 2014     | 2024     |
| ------------------- | ---- | ------- | -------- | -------- |
| Anzahl der Personen | 620  | 582     | 662      | 567      |
| Unterschied         |      | −6,12 % | +13,74 % | −14,35 % |

| Jahr                | 2023 | 2024    |
| ------------------- | ---- | ------- |
| Anzahl der Personen | 579  | 567     |
| Unterschied         |      | −2,07 % |

Nach der Volkszählung 2011 wohnten in Čierna Lehota 666 Einwohner, davon 622 Slowaken, neun Magyaren, fünf Roma, drei Tschechen, zwei Polen und ein Mährer. Ein Einwohner gab eine andere Ethnie an und 23 Einwohner machten keine Angabe zur Ethnie.
268 Einwohner bekannten sich zur Evangelischen Kirche A. B., 61 Einwohner zur römisch-katholischen Kirche, 10 Einwohner zur griechisch-katholischen Kirche, fünf Einwohner zur evangelisch-methodistischen Kirche und drei Einwohner zur reformierten Kirche. 237 Einwohner waren konfessionslos und bei 82 Einwohnern wurde die Konfession nicht ermittelt.

## Bauwerke und Denkmäler

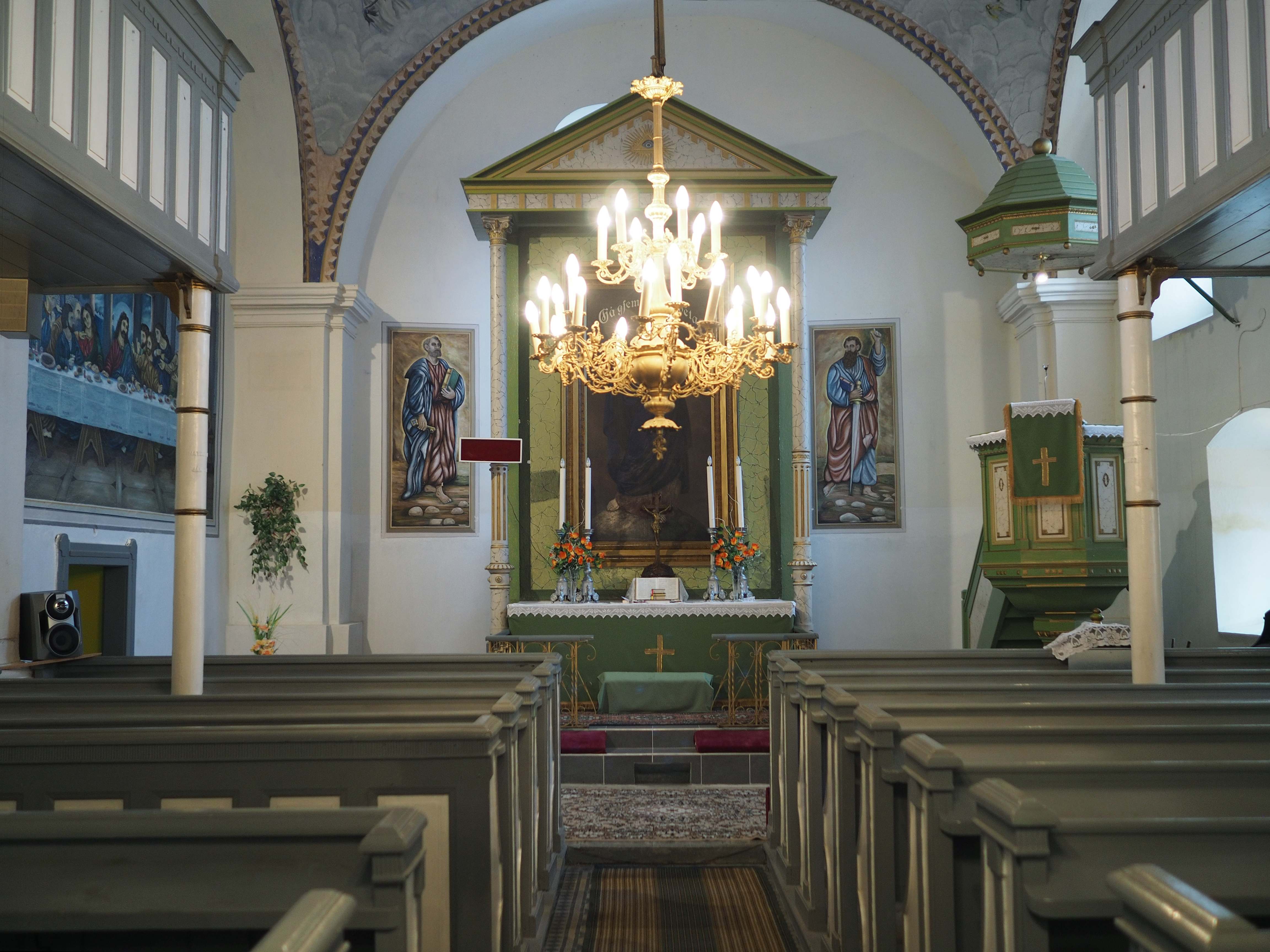
Das Innere der evangelischen Kirche

- evangelische Kirche im barock-klassizistischen Stil aus dem Jahr 1774